# Saison 2 de Quoi d'neuf Scooby-Doo ?
Cet article présente le guide de la saison 2 de la série télévisée d'animation américaine Quoi d'neuf Scooby-Doo ? (What's New, Scooby-Doo?).

## Épisode 1:La Légende de L'Ancien
- Titre original : Big Appetite In Little Tokyo
- Numéro(s) : 15 (2.1)
- Scénariste(s) :
- Réalisateur(s) :
- Diffusion(s) : 
  -  États-Unis : 13 septembre 2003
- Invité(es) :
- Résumé : Vera et ses amis vont à Tôkyô. La jeune fille va participer à un concours scientifique et présenter son expérience sur les vers de terre et l'espace. Ils y rencontrent le professeur Honodera, un scientifique harcelé par le fantôme d'un vieux sage. Ce dernier invoque un monstre géant pour détruire les aménagements urbains dont le professeur est si fier. Le Scooby-Gang va aider le scientifique tout en essayant d'échapper à Takehiko Tanaka, une jeune policière ambitieuse aidée par Eliott, un adolescent passionné de sciences qui considère Vera comme sa rivale n°1.

## Épisode 2:Le Réveil de la Momie
- Titre original : Mummy Scares Best
- Numéro(s) : 16 (2.2)
- Scénariste(s) :
- Réalisateur(s) :
- Diffusion(s) : 
  -  États-Unis : 20 septembre 2003
- Invité(es) :
- Résumé : Invités en Égypte, sur un lieu de fouilles archéologiques autour d'une pyramide, Fred, Daphné, Véra, Sammy et Scooby sont surpris, la nuit venue, par la momie d'un pharaon, jadis assassiné.

## Épisode 3:Scoubidou au pays des Lombritropiens
- Titre original : The Fast and the Wormious
- Numéro(s) : 17 (2.3)
- Scénariste(s) :
- Réalisateur(s) :
- Diffusion(s) : 
  -  États-Unis : 27 septembre 2003
- Invité(es) :
- Résumé : Le Scooby-Gang participent à une course dans le désert. Les participants concourent sur divers moyens de locomotion : voiture, Mystery Machine pour le Scooby-Gang, moto, kart ou encore Monster Truck. Cependant, un ver géant surgit de terre et s'en prend aux pilotes. Pour ne pas arranger les choses, une secte qui idolâtre le ver gigantesque tente de saboter la course.

## Épisode 4:La Maison du futur
- Titre original : High-Tech House of Horrors
- Numéro(s) : 18 (2.4)
- Scénariste(s) :
- Réalisateur(s) :
- Diffusion(s) : 
  -  États-Unis : 4 octobre 2003
- Invité(es) :
- Résumé : Se rendant à l'exposition universelle de la robotique, ils découvrent qu'une attraction, la maison du futur, gérée par un ordinateur, est fermée à la suite d'une disparition et d'évènements étranges.

## Épisode 5:Le Vampire contre-attaque
- Titre original : The Vampire Strikes Back
- Numéro(s) : 19 (2.5)
- Scénariste(s) :
- Réalisateur(s) :
- Diffusion(s) : 
  -  États-Unis : 18 octobre 2003
- Invité(es) :
- Résumé : La bande à Scooby se rend dans un château médiéval pour voir leurs amies, des jeunes filles qui forment un groupe de rock et veulent tourner un clip en ce lieu. Mais l'ancien hôte du château, un vampire les prend en chasse.

## Épisode 6:Spécial Halloween: L'Halloween de la prophétie
- Titre original : Scooby-Doo Halloween
- Numéro(s) : 20 (2.6)
- Scénariste(s) :
- Réalisateur(s) :
- Diffusion(s) : 
  -  États-Unis : 24 octobre 2003
- Invité(es) :
- Résumé : Le Scooby-Gang passe Halloween dans le village de Marcy, la cousine de Vera. Mais les épouvantails se mettent à attaquer les gens avec des armes. De plus, le fantôme d'un vieux fou apparaît et annonce aux fêtards que sa prophétie se réalise.

## Épisode 7:Le Concours canin
- Titre original : Homeward Hound
- Numéro(s) : 21 (2.7)
- Scénariste(s) :
- Réalisateur(s) :
- Diffusion(s) : 
  -  États-Unis : 25 octobre 2003
- Invité(es) :
- Résumé : Le Scooby-Gang visite un concours canin. Mais rien ne se passe comme prévu : les petits chiots favoris du concours sont enlevés par deux voleurs. De plus, Scooby-Doo change radicalement de comportement.

## Épisode 8:Le San Franpsycho
- Titre original : The San Franpsycho
- Numéro(s) : 22 (2.8)
- Scénariste(s) :
- Réalisateur(s) :
- Diffusion(s) : 
  -  États-Unis : 20 mars 2004
- Invité(es) : Ryan Sheckler
- Résumé : Les cinq compagnons sont invités par le célèbre skateur Ryan Sheckler à un concours en plein air de skate à San Francisco alors qu'un monstre décharné couvert d'algues et armé d'un crochet terrorise les concurrents.

## Épisode 9:Sale plan pour les Simple Plan
- Titre original : Simple Plan and the Invisible Madman
- Numéro(s) : 23 (2.9)
- Scénariste(s) :
- Réalisateur(s) :
- Diffusion(s) : 
  -  États-Unis : 22 mars 2004
- Invité(es) :
- Résumé :Fred, Véra, Daphné, Sammy et Scooby-Doo sont en route pour aller à un festival musical applaudir leur groupe préféré, les Simple Plan. Par hasard, ils les rencontrent lors d'un accident causé par l'Homme invisible.

## Épisode 10:Le Scooby monstre
- Titre original : Recipe for Disaster
- Numéro(s) : 24 (2.10)
- Scénariste(s) :
- Réalisateur(s) :
- Diffusion(s) : 
  -  États-Unis : 23 mars 2004
- Invité(es) : Les Simple Plan
- Résumé : Sammy et Scooby-Doo gagnent à un concours où deux choix de vacances sont proposés. Ils préfèrent visiter l'usine de Crock-Scooby, leurs biscuits préférés plutôt que d'aller en vacances à la mer, au grand dam de Fred, Daphné et Vera. Cependant, un gigantesque monstre composé de pâte à biscuit les poursuit. Quelqu'un en voudrait-il au directeur de l'usine ?
- Commentaire le personnage d'Ernest s'inspire de Willy Wonka dans Charlie et la Chocolaterie.

## Épisode 11:Le Dragon de Glasborough
- Titre original : Large Dragon at Large
- Numéro(s) : 25 (2.11)
- Scénariste(s) :
- Réalisateur(s) :
- Diffusion(s) : 
  -  États-Unis : 24 mars 2004
- Invité(es) :
- Résumé : Le Scooby-Gang participent à un événement festif en Écosse au château de Glasborough. Les visiteurs sont déguisés en chevaliers, princesses et ménestrels. Vera y rencontre son acteur favori qui interpréta Lancelot du Lac dans une série sur la Table Ronde. Mais la fête tourne au cauchemar quand un gigantesque dragon fait son apparition.

## Épisode 12:Tonton Scooby en Antarctique
- Titre original : Uncle Scooby and Antarctica
- Numéro(s) : 26 (2.12)
- Scénariste(s) :
- Réalisateur(s) :
- Diffusion(s) : 
  -  États-Unis : 25 mars 2004
- Invité(es) :
- Résumé : La bande à Scooby rejoint des scientifiques qui mènent une expédition en Antarctique. C'est là qu'un grand savant a été enlevé et jeté dans les eaux glacés par une créature affreuse mi-homme mi-piranha.

## Épisode 13:L'Aigle maléfique
- Titre original : New Mexico, Old Monster
- Numéro(s) : 27 (2.13)
- Scénariste(s) :
- Réalisateur(s) :
- Diffusion(s) : 
  -  États-Unis : 26 mars 2004
- Invité(es) :
- Résumé : Scooby et ses amis rendent visite au cousin de Sammy et à son chien Shooby qui tiennent un stand d'objets indiens au Mexique. C'est là qu'un aigle géant les attaque.

## Épisode 14:La Porte de l'Atlantide
- Titre original : It's All Greek to Scooby
- Numéro(s) : 28 (2.14 )
- Scénariste(s) :
- Réalisateur(s) :
- Diffusion(s) : 
  -  États-Unis : 27 mars 2004
- Invité(es) :
- Résumé : Les 5 amis vont en vacances en Grèce. Mais ils sont attaqués par un monstre de la mythologie grecque : un Centaure.